# 梅田未央
梅田 未央（うめだ みお、12月16日 - ）は、日本の女性声優。アズリードカンパニー所属。兵庫県出身。以前はウイットプロモーションに所属していた。

## 出演作品

### ゲーム
2010年
- ゼノブレイド（メイナス）

2011年
- 久遠の絆 再臨詔フルボイス版（斎節子）

2015年
- シューティングガール（タボールAR21[3]）

2017年
- ゼノブレイド2（ガラテア）

2020年
- ゼノブレイド ディフィニティブ・エディション（メイナス）

### 吹き替え
- アメリカンバナナパイ（ラスの母親、面接官）
- 黄色いリボン（オリヴィア・ダンドリッジ）
- 荒野の決闘（クレメンタイン）
- スターブレード（ジュンヒー）
- 封神演義 〜ナタクの大冒険〜（雷震子、金咤、如咼、紅狐、その他）[4]
- 2022 TSUNAMI（研究員）
- マイケルジャクソン ヒストリー：キング・オブ・ポップ1958-2009（エリザベス・テイラー）
- 名探偵ポワロ ナイルに死す（ジャクリーン）[注釈 1]

### ボイスドラマ
- 薄桜鬼 〜新選組捕物控〜 前編・後編（子供）
- 絵本付クラシックドラマCD「チャイコフスキー：くるみ割り人形」（EMIミュージック・ジャパン）
- のぶながっ!(森蘭丸）ワニブックス月刊コミックガム連載

### 舞台
- 心日庵(SYMBION)本公演
  - 「あっち川こっち川」よっちん 役
  - 「ココより永遠に…」千代 役
- 劇団やったるDAY!
  - 「忍者野球」六本木サダハル、ナカノミナコ 役
  - 「ブルーマウンテン～消える体、消えゆく心～」野口 役
- 朗読ナイト 第69話、第73話

### 映画
- 彼女に触れるとあぶないぜ!!

### パチスロ
- つばさTAKE OFF（ラン）